# Serra da Estrela (kaas)

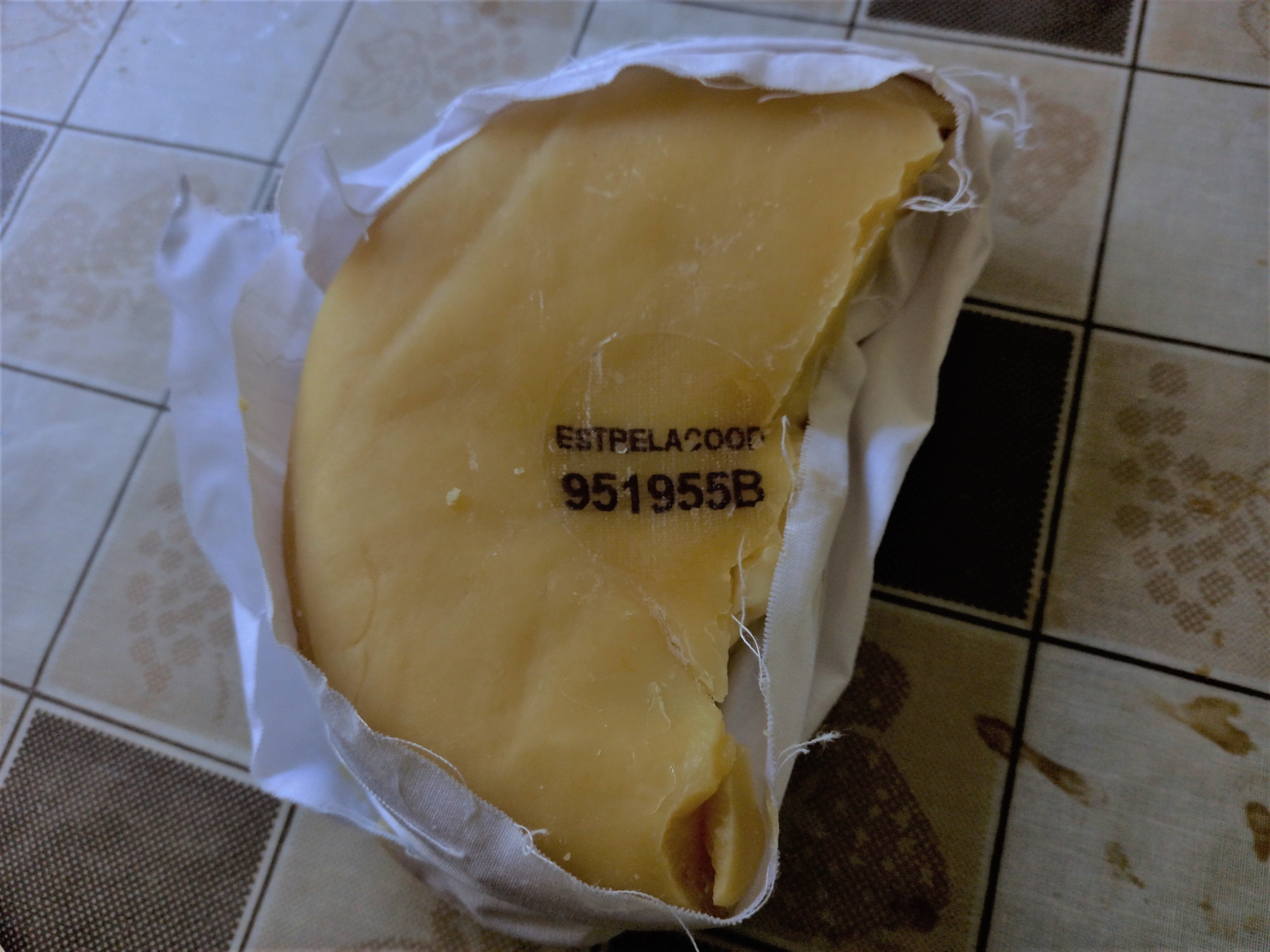
Traditioneel ambachtelijk bereide Queijo da Serra.

Serra da Estrela-kaas, gewoonlijk Queijo da Serra genoemd, is een Portugese kaas gemaakt van schapenmelk in de regio Serra da Estrela, en vooral in de omgeving van Celorico da Beira (district Guarda). De kaas is in zout gerijpt, heeft een halfzachte, boterachtige structuur en is wit of gelig van kleur. 
In 1996 kende de Europese Unie de kaas een beschermde oorsprongsbenaming toe. In 2011 werd de kaas uitgeroepen tot een van de 7 “Wonderen van de Portugese gastronomie”.
De oudste vermeldingen van deze kaas dateren uit de 12e eeuw, waardoor het de oudste Portugese kaas is. Het is een van de beroemdste schapenkazen ter wereld. De kaas werd geserveerd op koninklijke tafels, en geroemd door toneelschrijver Gil Vicente in de 16e eeuw. 
De berghellingen van de Serra da Estrela dienen als weiland voor schapen van de rassen "Serra da Estrela" en "Churra Mondegueira", die worden beschouwd als de beste melkgevers. Om de kaas een optimale kwaliteit te bezorgen, moet hij altijd uit dezelfde melksoort worden gemaakt. Volgens de eeuwenoude tradities vertrokken de herders 's ochtends met de kudde en keerden 's avonds terug. De herder moest zorgvuldig het weiland van zijn schapen kiezen, want bepaalde kruiden geven melk een slechte smaak. Elke dag molk de herder de schapen bij het vallen van de avond, waarna zijn vrouw en dochters de melk klaarmaakten voor de kaasbereiding.  